# رجینا کولیکووا
 رجینا کولیکووا (انگلیسی: Regina Kulikova؛ زادهٔ ۳۰ ژانویهٔ ۱۹۸۹) یک تنیس‌باز اهل روسیه است. 